# 小羽油鯰
小羽油鯰（学名：Imparfinis parvus）為輻鰭魚綱鯰形目鼬鯰科的其中一種，為熱帶淡水魚，分布於南美洲厄瓜多Maranon河流域，體長可達8公分，棲息在底層水域，生活習性不明。
其种加词“Parvus”意为“小的”。